# 新黑姆斯巴赫
新黑姆斯巴赫是德国莱茵兰-普法尔茨州的一个市镇。总面积6.66平方公里，总人口842人，其中男性417人，女性425人（2011年12月31日），人口密度126人/平方公里。